# 陳鑑胡
陳鑑胡（？—1449年），明朝中期浙江民变首领，原为矿徒。本属闽浙赣边界的叶宗留领导的矿徒起义军，1448年，与叶宗留不和，投靠福建邓茂七（《明史》载，陳鑑胡与叶宗留不合，遂而杀之）。陳鑑胡先后攻克松阳、龙泉等地，自称太平国王，年号泰定。1449年，被明朝招安，到北京后，投入锦衣卫诏狱，被杀。